# BND-Außenstelle Rheinhausen
Die BND-Außenstelle Rheinhausen (frühere (Tarn-)Bezeichnung: Ionosphäreninstitut) ist eine spezialisierte Außenstelle des Bundesnachrichtendienstes (BND), die Signale aus internationalen Telekommunikationsnetzen verarbeitet. Sie liegt in der Gemeinde Rheinhausen im Breisgau (Landkreis Emmendingen) im Breisgau. Ähnliche BND-Außenstellen bestehen in Schöningen und Bad Aibling. In der BND-Außenstelle Rheinhausen werden hauptsächlich Satelliten-Strecken im Rahmen der Fernmeldeaufklärung erfasst. Von den 28 Parabolantennen haben die aktuell größten einen Durchmesser von 18 Metern.

## Geschichte
Die Außenstelle geht auf die in den 1930er Jahren begonnene Ionosphärenforschung an der Technischen Universität München unter Jonathan Zenneck zurück. Anfangs bezog der BND und sein Vorläufer, die Organisation Gehlen, Funkwetter-Vorhersagen von einer Ionosphärenbeobachtungsstation in Breisach am Rhein, welche der französischen Marine unterstand und von dem Deutschen Karl Rawer geleitet wurde. Der Zustand der Ionosphäre hat für das Funkwetter der Kurzwelle eine wesentliche Bedeutung in Bezug auf Fernmeldeaufklärung, Führungs- und Agentenfunk. Die Station wurde am 1. Juli 1956 als unabhängiges Ionosphäreninstitut in den nachgeordneten Bereich des Fernmeldetechnischen Zentralamtes (FTZ, Hauptsitz: Darmstadt) der Deutschen Bundespost übernommen. Ende 1962 vereinbarten FTZ und BND, dass das Institut zum BND wechselt. Im März 1963 wurden die ersten 24 Mitarbeiter übernommen. Sieben Mitarbeitern wurden aus Sicherheitsgründen die Übernahme verweigert.
Die Außenstelle in Rheinhausen wurde zwischen 1972 und 1976 für 90 Millionen Mark erbaut. Bis zum Ende des Kalten Krieges wurden sowjetische Spionagesatelliten verfolgt. Zur Außenstelle gehörte eine 56-Meter-Gitterparabolantenne, die für einen Dollar von den US-Amerikanern erworben wurde und zuvor an der Nordküste Schottlands aufgestellt war. Sie wurde Anfang 1997 ausgesondert und dem nahe gelegenen Europa-Park in Rust geschenkt. Dort stand sie bis Anfang 2022. Bis 1999 gehörten auch ein heute als Lost Place bekannter Betonturm und weitere Gebäude im Rheinwald nördlich von Breisach zu der Anlage. Der BND hat die Legendierung der BND-Außenstelle als Ionosphäreninstitut am 6. Juni 2014 aufgegeben. Im Anschluss gewährte der BND im Februar 2015 einem Journalisten der Badischen Zeitung Zugang zu der Anlage. Zehn Jahre später wurde der Zugang dann unter Verweis auf grundsätzliche Sicherheitserwägungen und die nach dem russischen Überfall auf die Ukraine 2022 eingetretene Zeitenwende nicht gewährt. 1990 hatte die Bundesregierung angegeben, die Anlage sei eine Einrichtung des Bundes zu Zwecken der Landesverteidigung und 2013, Themenschwerpunkte des „Instituts“ lägen im Bereich militärischer Entwicklungs- und Forschungsaufgaben auf dem Gebiet der Nachrichtentechnik.